# Kap Broms
Kap Broms ist ein Kap, das an der Westküste der James-Ross-Insel nordöstlich der Antarktischen Halbinsel die Einfahrt zur Röhss-Bucht südlich begrenzt.
Entdeckt wurde das Kap bei der Schwedischen Antarktisexpedition (1901–1903) unter der Leitung Otto Nordenskjölds. Dieser benannte es nach dem schwedischen Unternehmer Gustaf Emil Broms (1849–1903), einem Sponsor der Forschungsreise.